# Дочери республики Техас
Дочери республики Техас (англ. Daughters of the Republic of Texas, DRT) — сестринское общество, основной целью деятельности которого является сохранение и увековечивание памяти о первых поселенцах Техаса и солдатах Техасской республики. Организация была основана в 1891 году Бетти Боллинджер и Холли Брайан, и называлась изначально — «Дочери республики одинокой звезды» (англ. Daughters of the Lone Star Republic).
Членство в DRT открыто для женщин от шестнадцатилетнего возраста, устраивающих общество по личным качествам и способных подтвердить своё происхождение от мужчин и женщин, служивших во благо Техаса до его аннексии Соединёнными Штатами в 1846 году. Под лояльной службой подразумевается колонизация вместе с Стефеном Остином среди «Старых Трёх Сотен» или в подчинении Испанской, Мексиканской администрации, или же правительства Республики Техас. На воинскую службу распространяются те же правила. Гражданская служба в Техасской республике также учитывается до момента аннексии. Кроме этого в расчёт берётся получение земельных грантов, подписанных Временным правительством Республики Техас.
DRT поддерживает библиотеку в миссии Аламо и музей истории Техаса в Остине.